# وزارة عبد المحسن السعدون الثالثة
وزارة عبد المحسن السعدون الثالثة أو الوزارة السعدونية الثالثة هي حكومة عراقية تأسست في 14 كانون الثاني 1928 خلفا لوزارة جعفر العسكري الثانية. استمرت الوزارة حتى يوم 20 كانون الثاني 1929.
شغل عبد المحسن السعدون منصب رئيس الوزراء للمرة الثالثة بعد وزارتيه الأولى والثانية.

## تشكيلة الوزارة[1]
- رئيس مجلس الوزراء: عبد المحسن السعدون، وكذلك وزيرا للخارجية ووزيرا للدفاع بالوكالة
- وزير الداخلية: عبد العزيز القصاب
- وزير المالية: يوسف رزق الله غنيمة
- وزير الدفاع: نوري السعيد
- وزير الأوقاف: الشيخ أحمد الداود
- وزير العدلية: حكمت سليمان
- وزير الإشغال والمواصلات: عبد المحسن شلاش
- وزير المعارف: توفيق السويدي
- وزير الري والزراعة: سلمان البراك

قدم عبد المحسن السعدون استقالة وزارته في 20 كانون الثاني 1929 وقبلها الملك فيصل الأول في اليوم التالي، وبقيت حكومة تصريف إعمال بالوكالة لمدة 98 يوما لحين تشكيل الحكومة الجديدة وظلت الوزارة تعرض على البرلمان القوانين الجديدة التي كانت وضعتها قبل استقالتها إلا أنها لم تضع أية لائحة قانونية أخرى.